# Acalyptris desertellus
Acalyptris desertellus là một loài bướm đêm thuộc họ Nepticulidae. Nó được miêu tả bởi Puplesis năm 1984. Loài này có ở Turkmenistan và Uzbekistan.